# Gottfried Thomasius (Theologe)
Gottfried Thomasius  (* 26. Juni 1802 in  Egenhausen, Mittelfranken; † 24. Januar 1875 in Erlangen) war ein deutscher lutherischer Theologe.  

## Leben

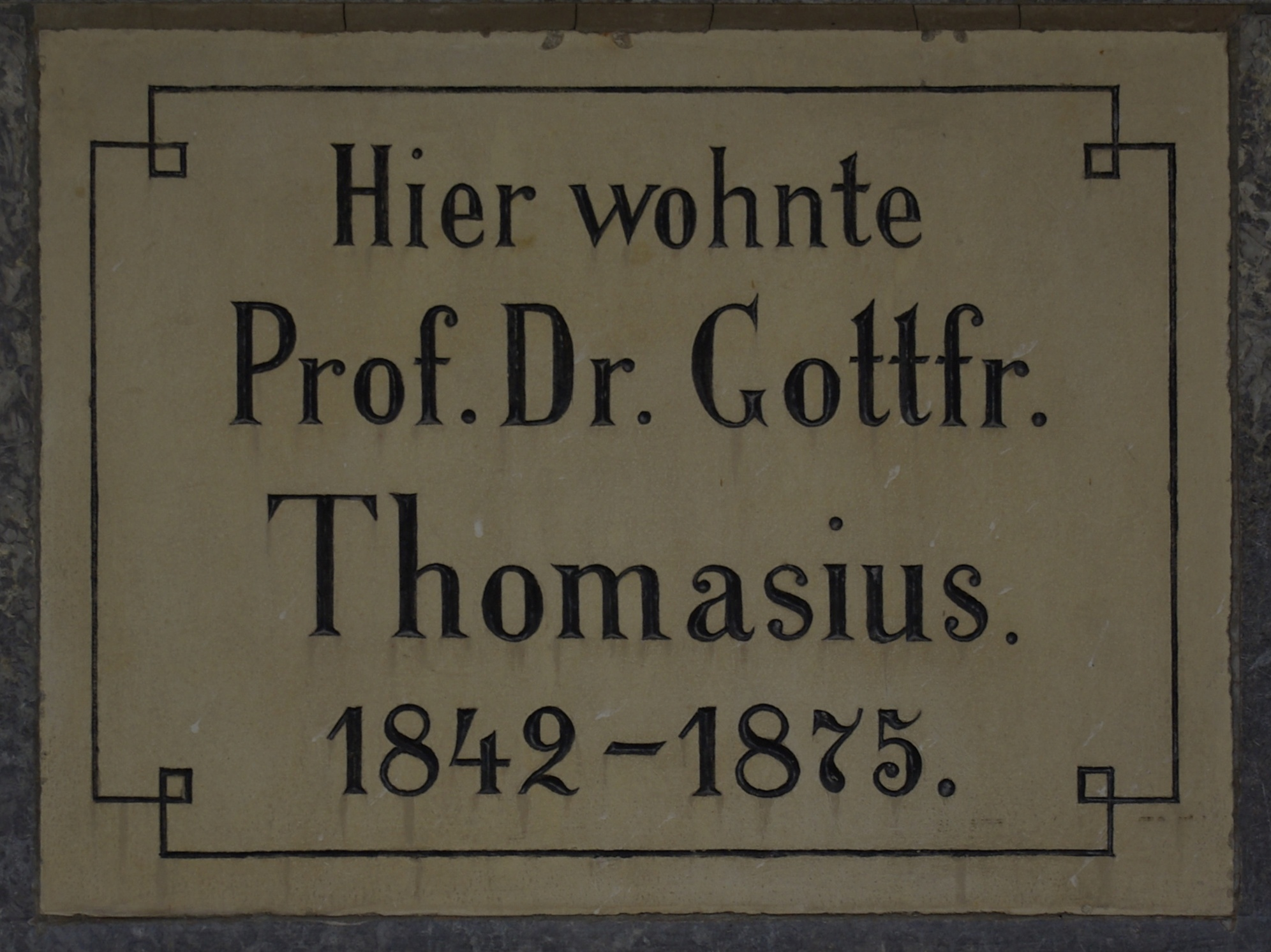
Gedenktafel für Gottfried Thomasius am Haus Halbmondstraße 2 in Erlangen

Gottfried Thomasius war ein Ururenkel von Christian Thomasius. Er besuchte das Gymnasium in Ansbach und studierte von 1821 bis 1825 Theologie und Philosophie in Erlangen, Halle und Berlin. 1822 wurde er Mitglied des Corps Onoldia. 1829 wurde er Pfarrer zu Nürnberg, später zugleich Religionslehrer am dortigen Gymnasium, 1842 ordentlicher Professor der Dogmatik und Universitätsprediger in Erlangen. Er gehörte zu den einflussreichsten Vertretern der lutherischen Erweckungstheologie und war neben Johann von Hofmann das angesehenste Haupt der Erlanger Schule. Am 24. Januar 1875 starb er im Alter von 72 Jahren in Erlangen.
Er heiratete 1830 in Ansbach Caroline Sophie Christiane Julie Marie Lehmus, Tochter des Dekans und Pfarrers an der St. Johannis-Kirche in Ansbach Theodor Lehmus und der Henriette Mohl. Aus der Ehe gehen zwei Kinder hervor: Henriette und Adelheid Thomasius. Letztere heiratet August von Bechmann, der Universitätsprofessor in München war.

## Schriften
Thomasius’ bedeutendste Schriften sind außer mehreren Predigtsammlungen, Religionslehrbüchern und kirchlichen Zwecken dienenden Arbeiten:
- Origenes. Ein Beitrag zur Dogmengeschichte des 3. Jahrhunderts, Nürnberg 1837
- Beiträge zur kirchlichen Christologie, Nürnberg 1845
- Das Bekenntnis der lutherischen Kirche in der Konsequenz seines Prinzips, Nürnberg 1848
- Christi Person und Werk. Darstellung der evangelisch-lutherischen Dogmatik vom Mittelpunkt der Christologie aus, 3 Bände, Erlangen 1852–61; 3. Auflage, hrsg. von F. J. Winter, 2 Bände, 1888
  - Erster Teil. Die Voraussetzungen der Christologie, Erlangen 1853
  - Zweiter Band. Das Werk des Mittlers, Erlangen 31888
- Predigten. Erste Sammlung. Predigten über epistolische Texte, Erlangen 1856
- Das Bekenntnis der lutherischen Kirche von der Versöhnung, Erlangen 1857
- Das Wiedererwachen des evangelischen Lebens in der lutherischen Kirche Bayerns. Ein Stück süddeutscher Kirchengeschichte 1800-1840, Erlangen 1867
- Die christliche Dogmengeschichte als Entwicklungsgeschichte des christlichen Lehrbegriffs, 2 Bände, Erlangen 1874–76; 2. Aufl., hrsg. von Bonwetsch und Seeberg, 1886–89
  - Erster Band. Die Dogmengeschichte der alten Kirche, Erlangen 1874
  - Zweiter Band. Die Dogmengeschichte des Mittelalters und der Reformationszeit, Erlangen 1876
- Praktische Auslegung des Briefs Pauli an die Kolosser, Erlangen 1869